# Слободка Чудова монастыря
Слободка Чудова монастыря — одна из московских слобод. Существовала в XVII—XVIII вв. как монастырское владение Чудова монастыря.
Слободка Чудова монастыря располагалась неподалеку от Крымского брода и была очень небольшой по размерам — в 1638 году в ней насчитывалось всего 8 дворов. Её основание связано с кремлёвским Чудовым монастырем, который был основан митрополитом Алексеем в 1365 году. Чудов монастырь, будучи ставропигиальным, находился в ведении митрополитов и патриархов, а в XVI—XVII вв. его иногда именовали лаврой.
Чудов монастырь владел крупными земельными наделами, так как был придворной обителью. Для ведения хозяйства ему была нужна земля, где можно было бы поселить монастырскую обслугу. Выделение земли было затруднено тем, что, находясь в Кремле, монастырь располагался непосредственно между стенами и несколькими зданиями. Поэтому монастырю было предложено основать слободу близ современной Крымской площади с выходом на Москву-реку. Дворовые и огородные земли монастырь получил в 1613 году, после чего в слободе были построены два каменных и несколько деревянных строений. В 1790 году территория слободки оценивалась в 8,9 гектара земли. В XVIII столетии она была упразднена.